# Ulica Przemysłowa w Bełżycach
Ulica Przemysłowa w Bełżycach – najdłuższa ulica w Bełżycach (ok. 4,3 km). Jest ona drogą wylotową w kierunku Borzechowa i Wilkołazu Pierwszego.
Przy ulicy Przemysłowej znajduje się nowy cmentarz żydowski, otwarty w 1825 roku.
Niedaleko ulicy Przemysłowej znajduje się mała elektrownia wiatrowa. 

## Galeria

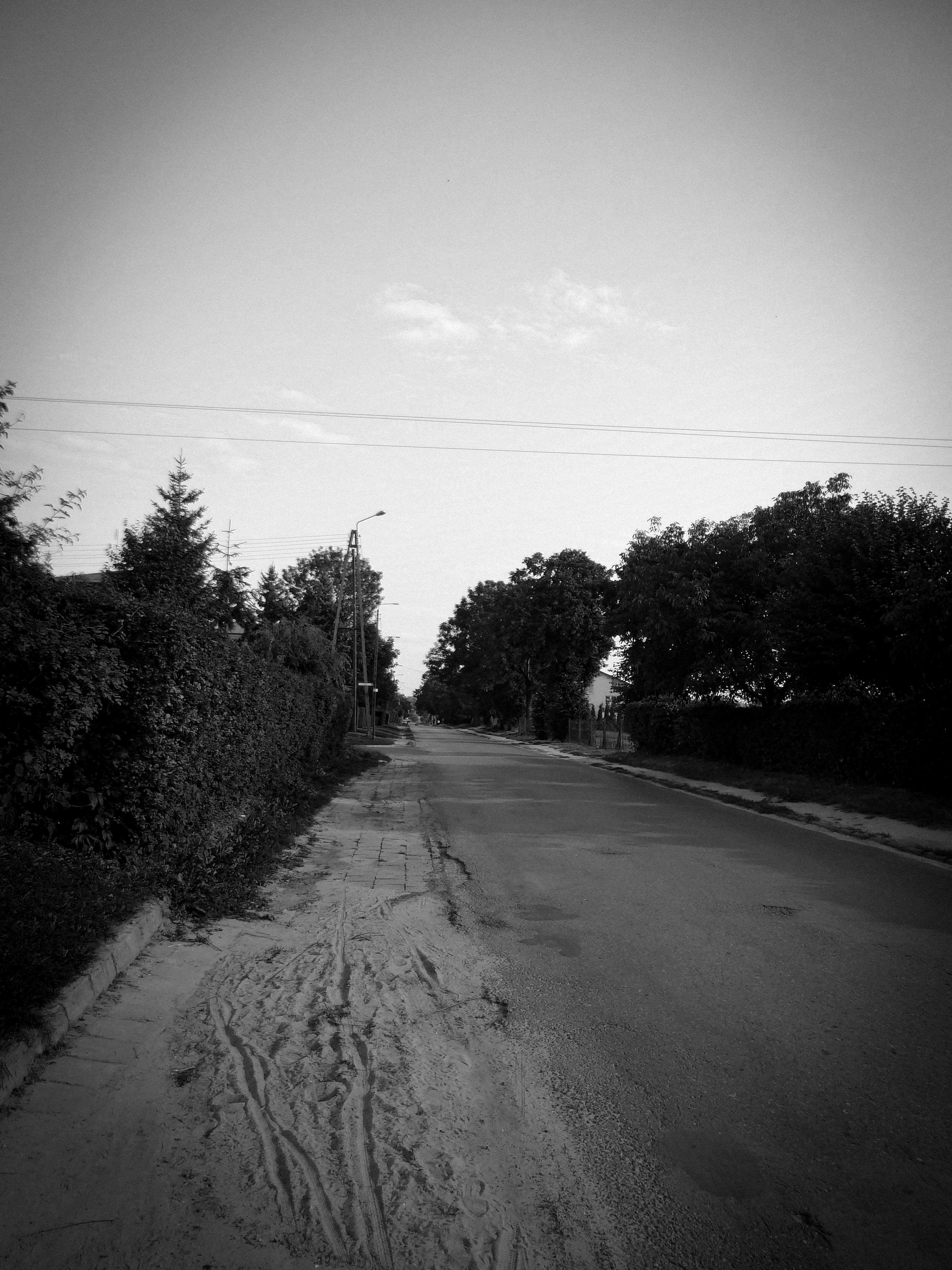
Ulica Przemysłowa
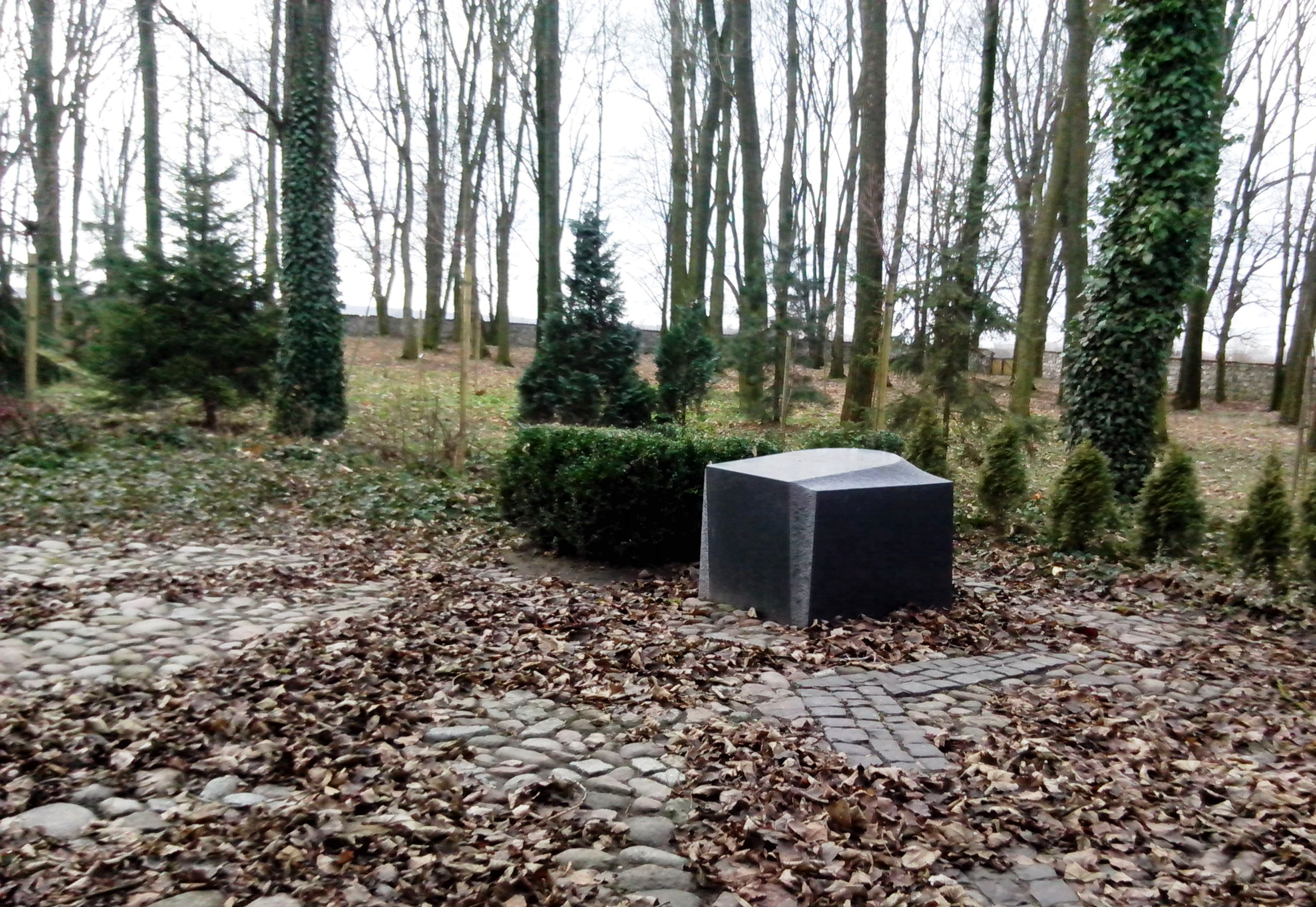
Nagrobek na cmentarzu żydowskim
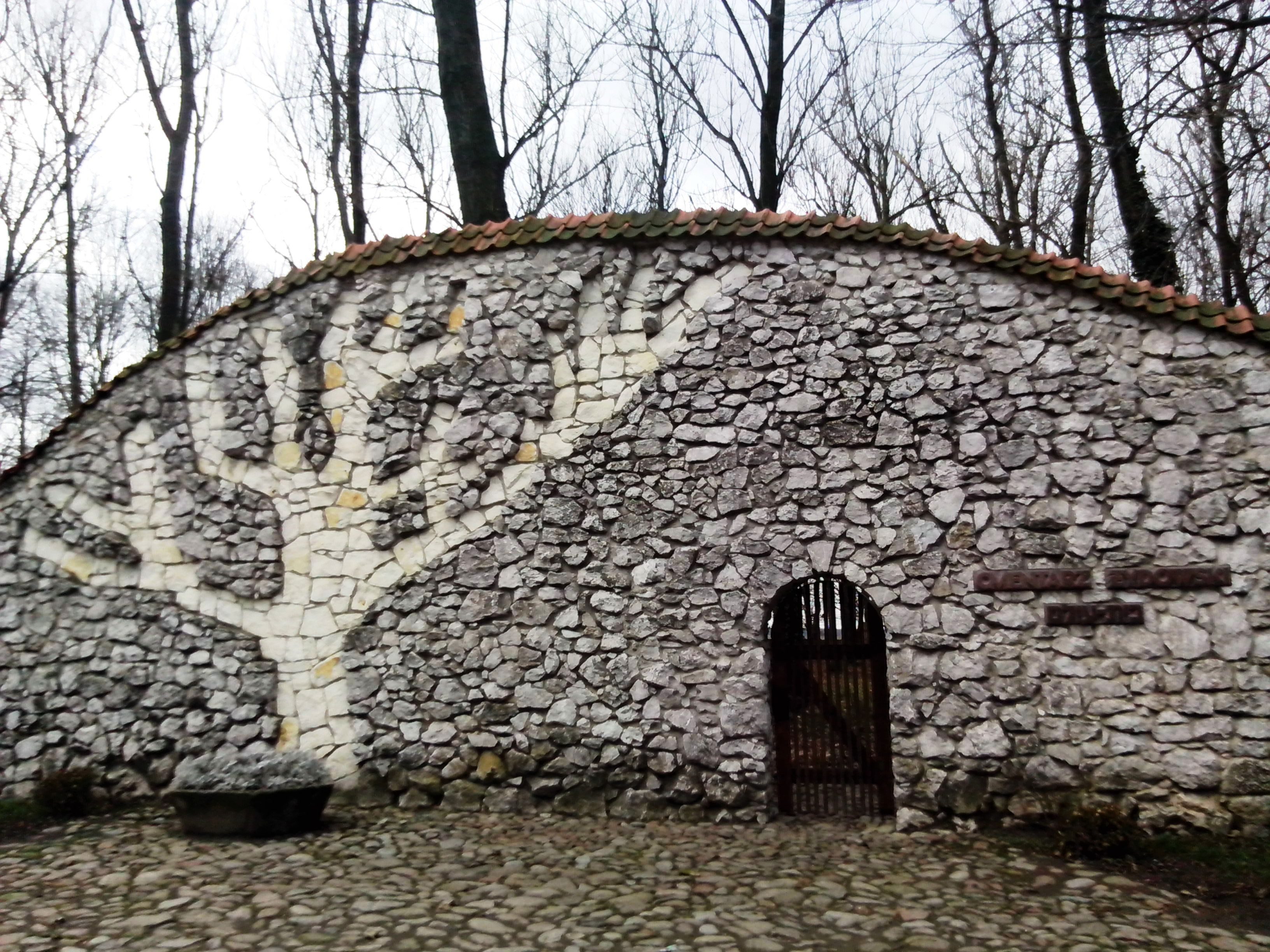
Brama do cmentarza żydowskiego widoczna z ulicy